# Uschanka

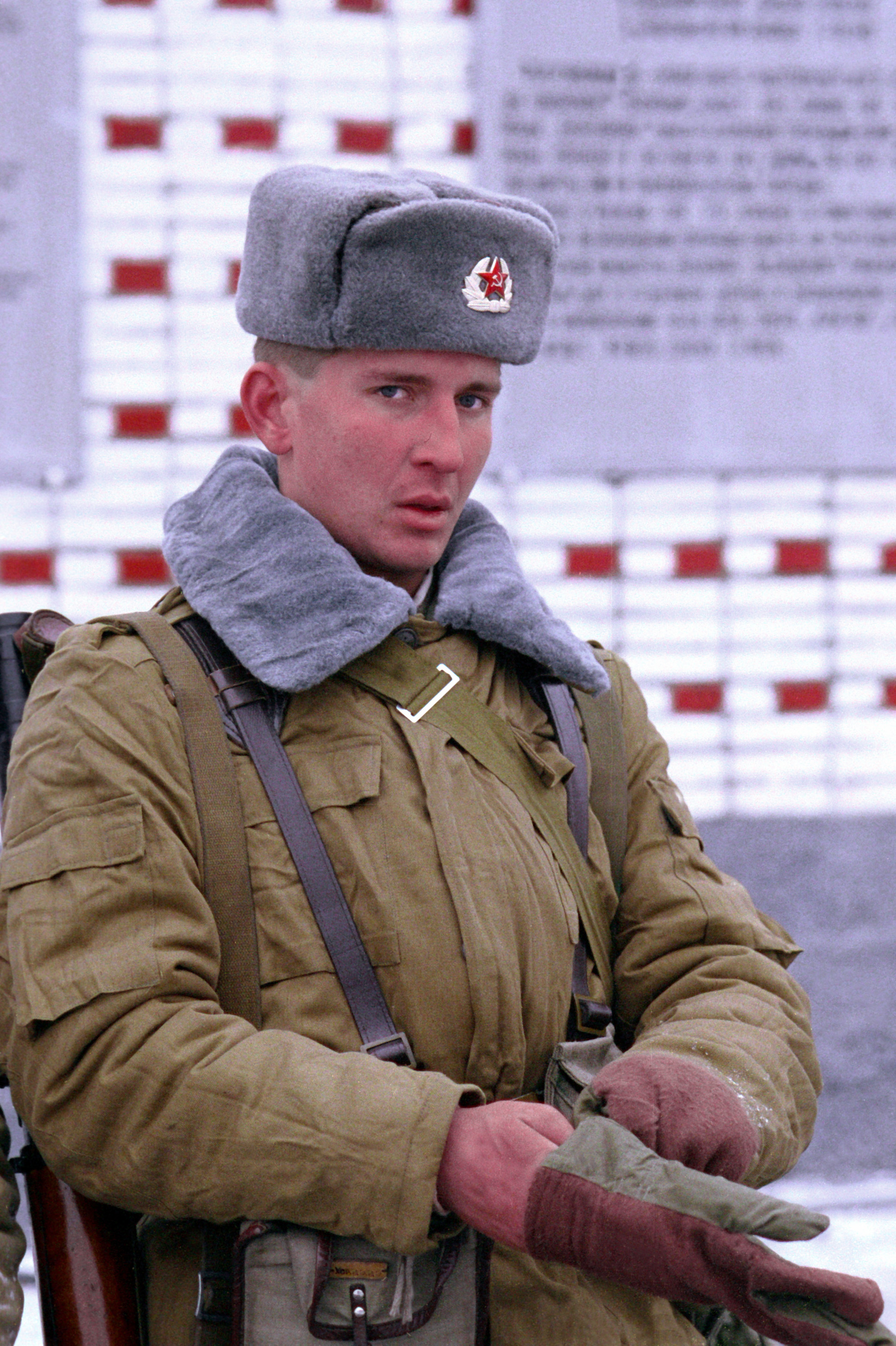
Sowjetischer Soldat mit Uschanka

Die Uschanka (russisch ушанка uschanka) ist eine auch für extrem kalte Wetterverhältnisse geeignete Kopfbedeckung. In unterschiedlichen Ausführungen wurde sie den verschiedenen Bedürfnissen angepasst. Die Bezeichnung Uschanka (von russ. у́ши uschi, deutsch ‚Ohren‘) weist auf die Möglichkeit hin, die am Mützenrand eingenähten, nach oben aufgeschlagenen Klappen bei großer Kälte zum Schutz von Ohren und Nacken herunterzuklappen, je nach Ausführung auch das Stirnteil. Die Uschanka erfreut sich bei Privatpersonen, verschiedenen Berufsgruppen und Organisationen großer Beliebtheit. In der Außenwirkung ist die Uschanka zum Inbegriff der russischen Kopfbedeckung geworden.
Die im englischsprachigen Ausland, aber auch in Deutschland verbreitete Bezeichnung „Schapka“ (russisch шапка) bedeutet einfach nur Mütze, das Wort gibt somit den Sinn nicht vollständig wieder. Für die militärische Kopfbedeckung gleichen Namens siehe Tschapka.

## Beschreibung

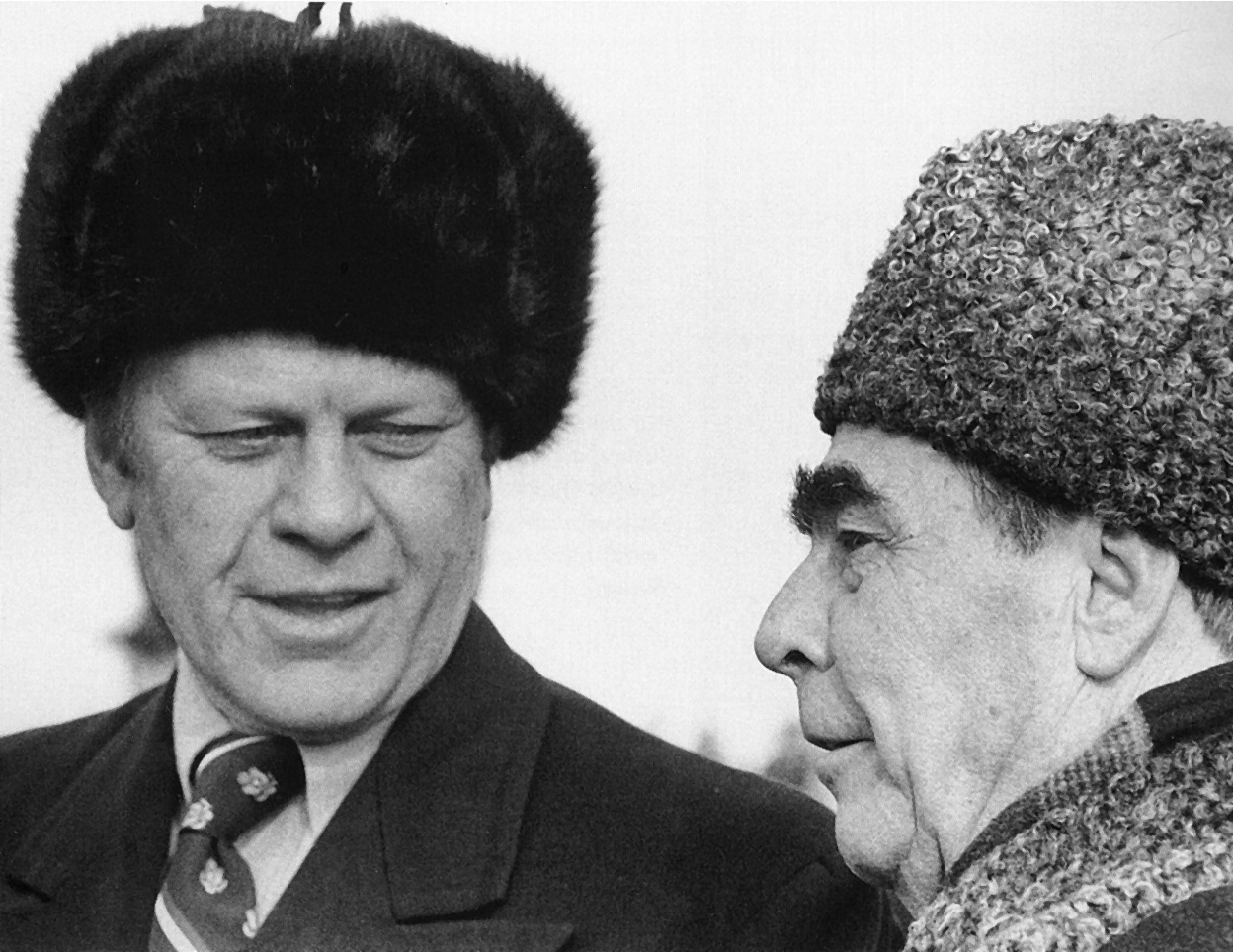
Gerald Ford und Leonid Breschnew 1974 in Wladiwostok, Ford (links) trägt eine Uschanka

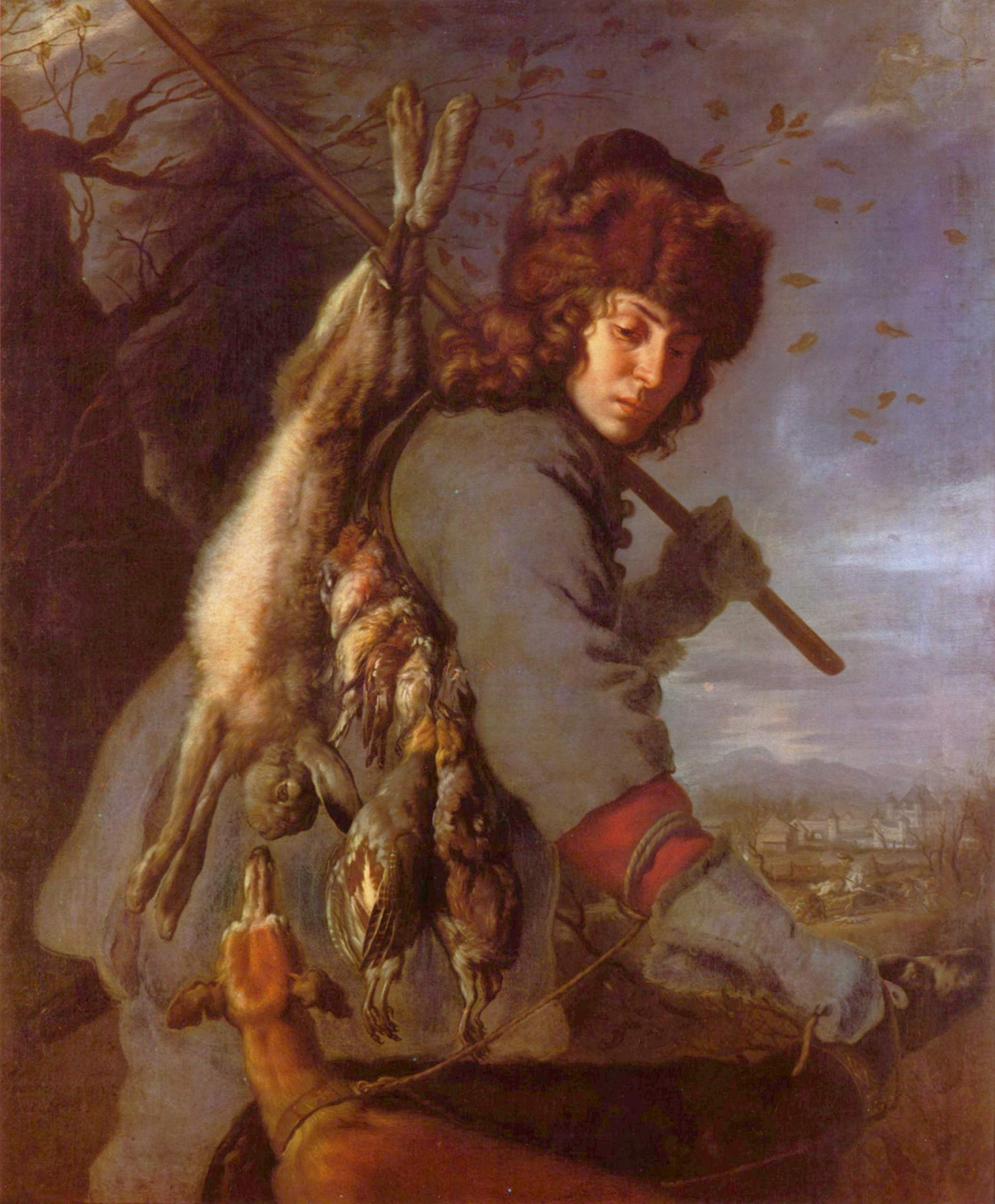
Allegorie des Novembers, dargestellt wird ein (deutscher) Jäger mit einer Uschanka-ähnlichen Mütze, Gemälde von Joachim von Sandrart, 1643

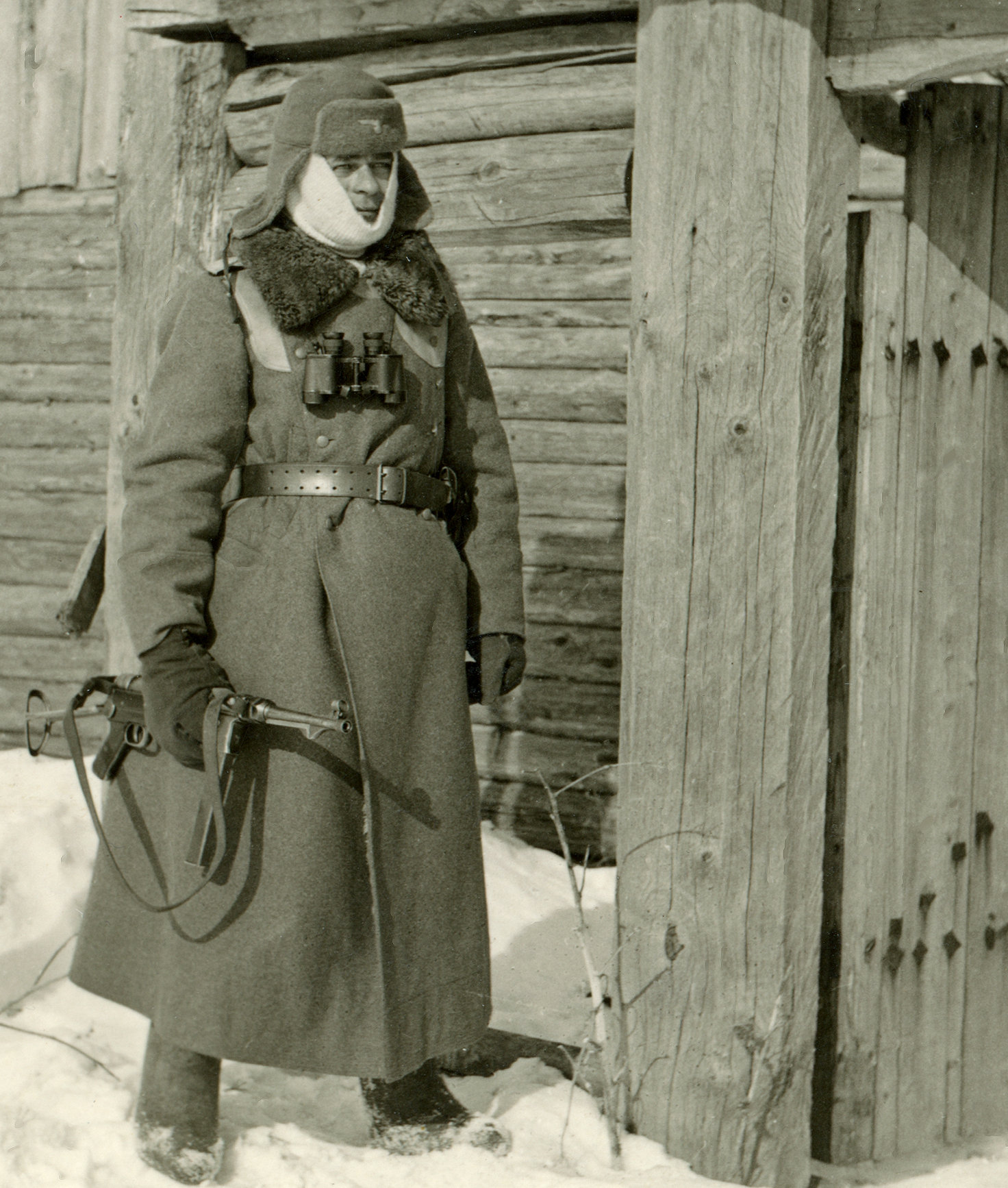
Wehrmachtssoldat (Ofz.) mit Uschanka und der (selten verfügbaren) Winterausrüstung

Die Uschanka ist ein eigenständiger Mützentyp. Die klassische Grundform der Kopfbedeckung blieb seit ihrer Entstehung erhalten. Der Mützenkörper ist der Kopfform angepasst. Im Gegensatz zur sogenannten Bergmütze ist die militärische Version so ausgelegt, dass sie auch unter dem Stahlhelm getragen werden kann. Einen Mützendeckel gibt es deshalb nicht. An dem seitlichen und hinteren Mützenkörper kann ein weicher, umlaufender Nacken- und Ohren-Wangenschutz heruntergeklappt werden. Dieser zumeist aus Pelz gefertigte Schutz ist so breit gefertigt, dass er über die Ohren hinab auch die Wangen vollständig und zumindest Teile des Nackens abdeckt. Im Frontbereich der Mütze befindet sich bei neuzeitlichen Modellen eine zumeist festgenähte, nicht verwendungsfähige Zierklappe. Auf dieser Zierklappe, welche die Stirn bedeckt, ist bei militärischen und vielfach auch bei anderen Berufsgruppierungen ein Abzeichen angebracht.
Uschankas werden oft aus Pelz gearbeitet, vom preiswerten Kaninchenfell über Schaf, Bisam und Fuchs bis zum hochwertigen Nerz oder sogar Zobelfell. Es gibt auch Versionen in Kunstpelz, Leder, Kunstleder, Wollfilz sowie Cord. Zivile Modelle aus Webpelz werden in Russland vor allem an Touristen verkauft. Seit ein paar Jahren werden für preisgünstige modische Varianten auch vielfältige synthetische Materialien wie Thermostoffe verarbeitet. Zumeist werden bei jeder Mütze auch mindestens zwei der genannten Materialien verarbeitet. In diesem Fall sind die aufgeschlagenen, die Mütze schmückenden Teile meist aus Pelz oder Webpelz. Heruntergeschlagen liegen sie dann wärmend am Kopf an. Bänder aus Stoff oder Leder, inzwischen auch mit Klettverschlüssen, erlauben die Klappen unter dem Kinn oder auf dem Mützendach zu verbinden.
Die Ohrenklappen der Uschanka auch wirklich unten zu tragen, gilt in Russland als unmännlich. Es werden Trompe-l’œil-Uschankas mit festgenähten, nur zur Zierde dienenden Ohrenklappen hergestellt. Daneben gibt es auch Varianten, bei denen zum Ohrenschutz ein Strickbund herangezogen werden kann und so die bevorzugte Optik mit oben geschlossenen Klappen erhalten bleibt.

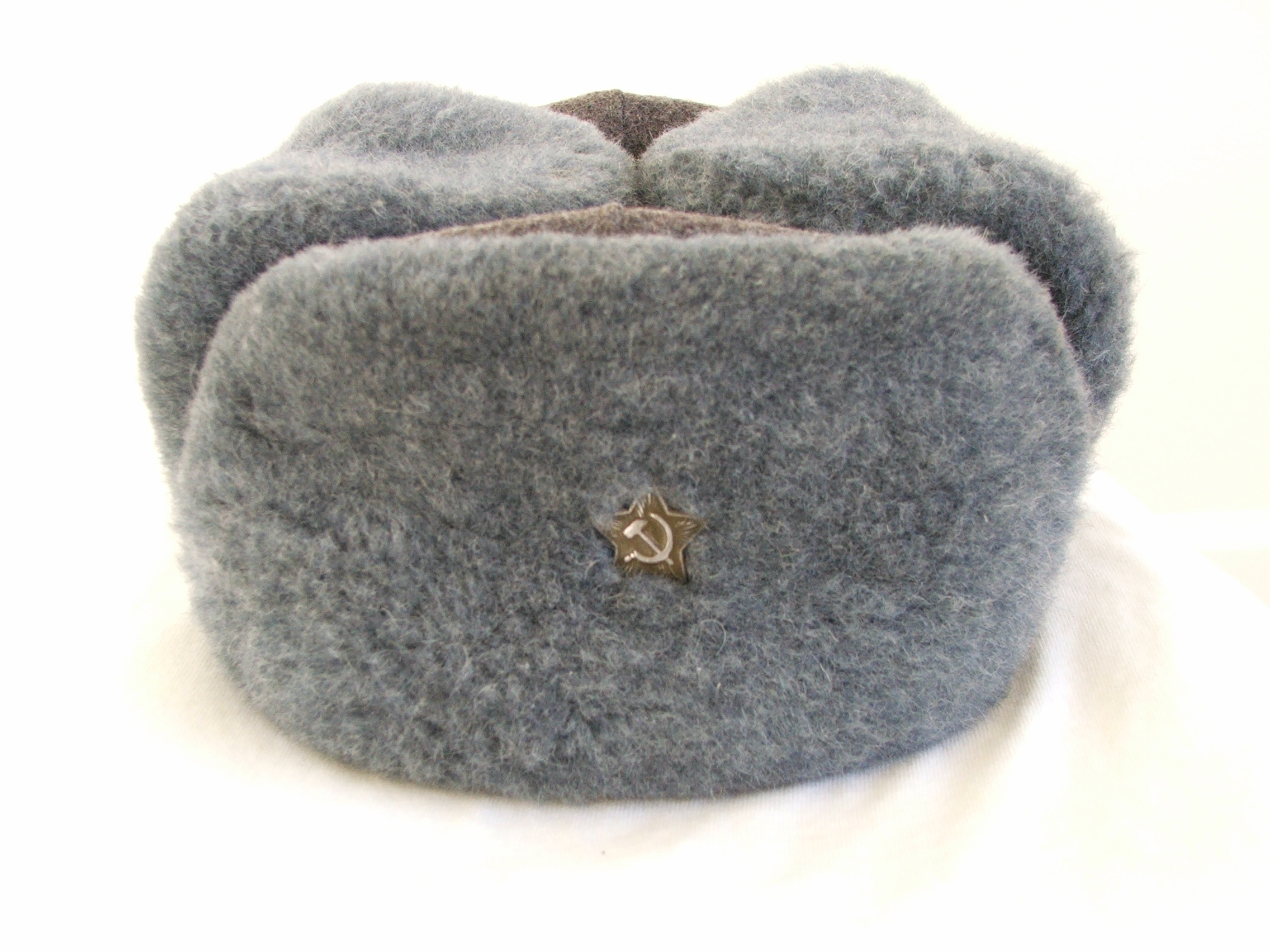
Sowjetische Militär-Uschanka. Babrujsk, 1988
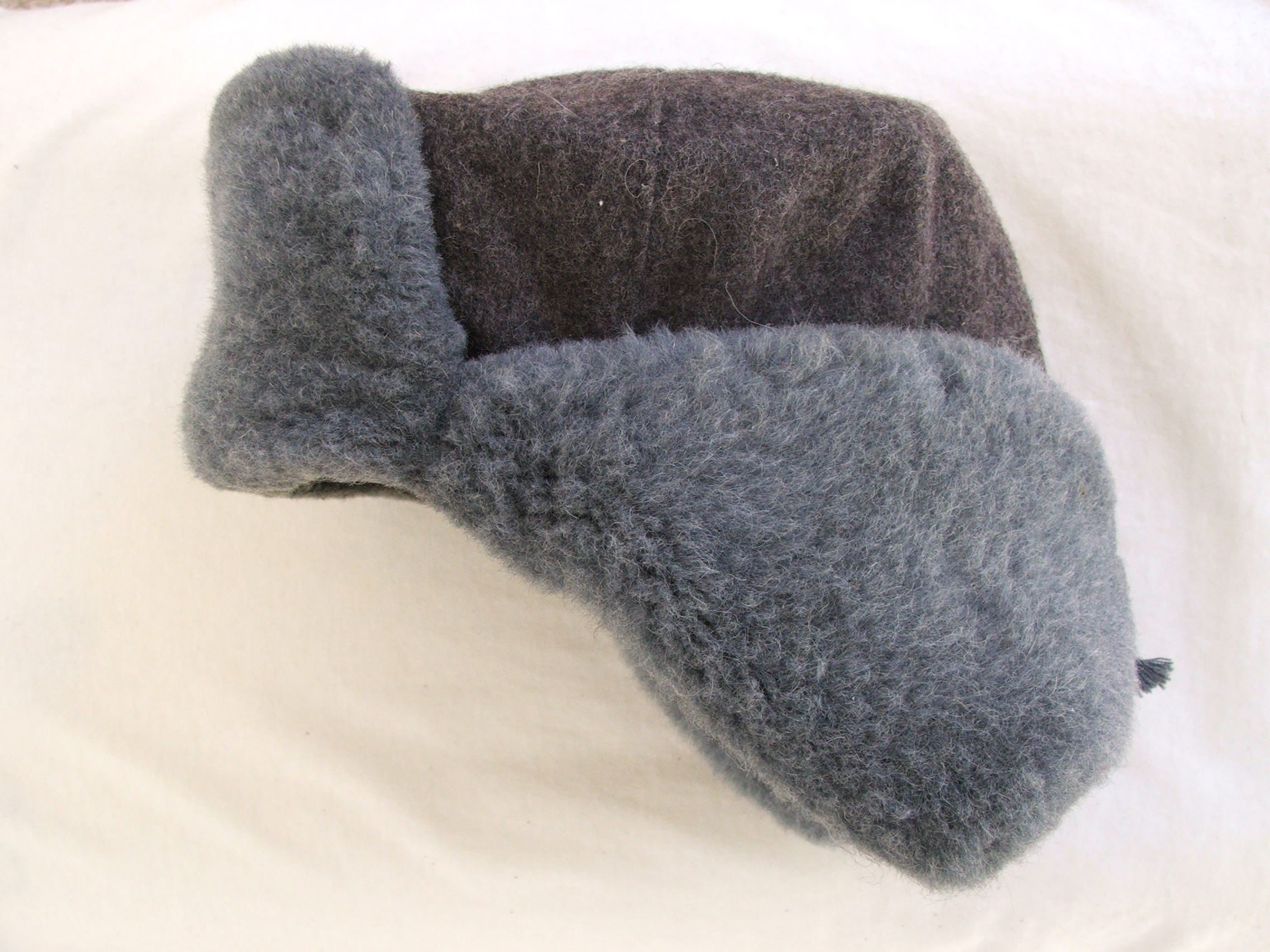
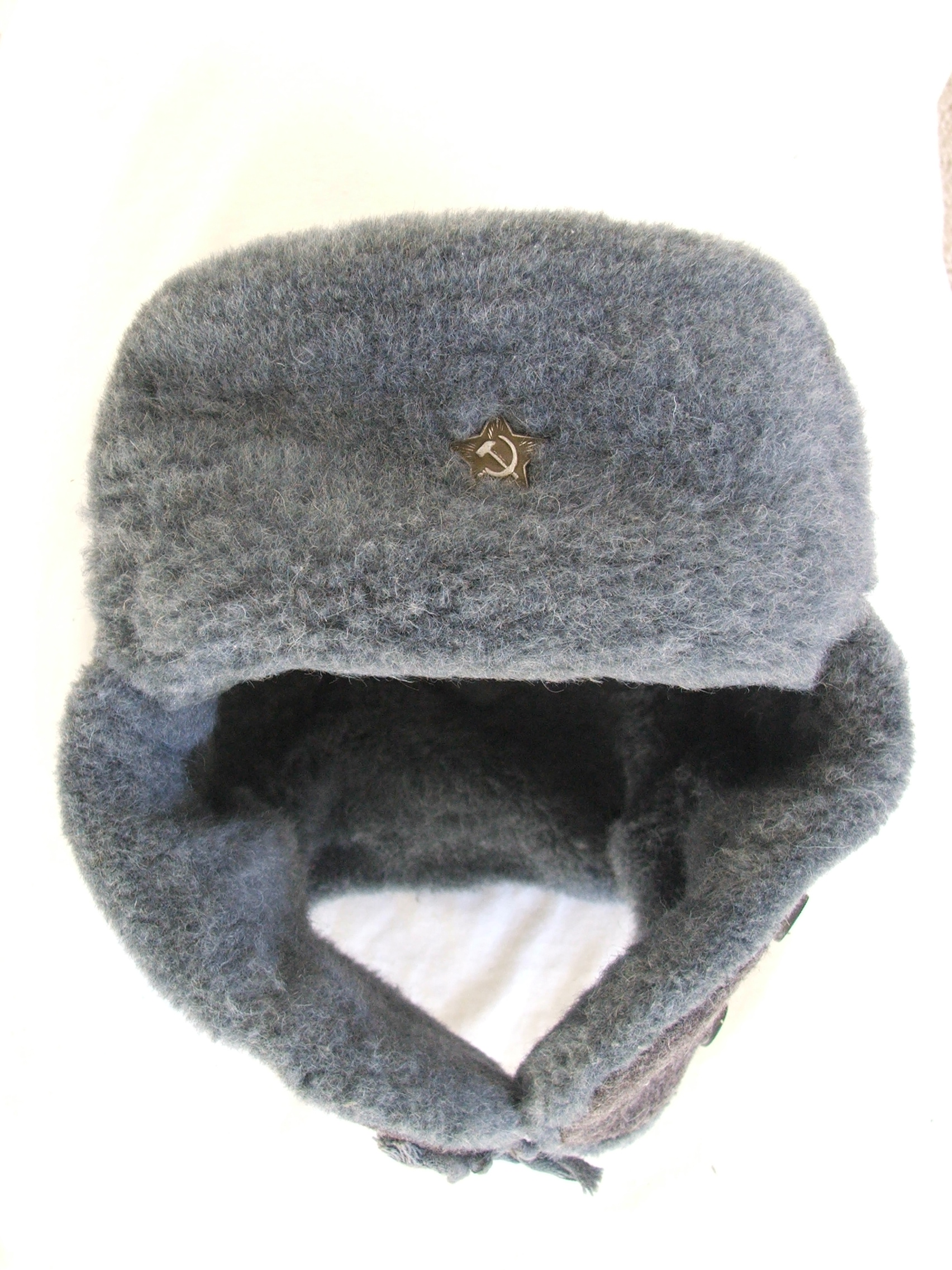
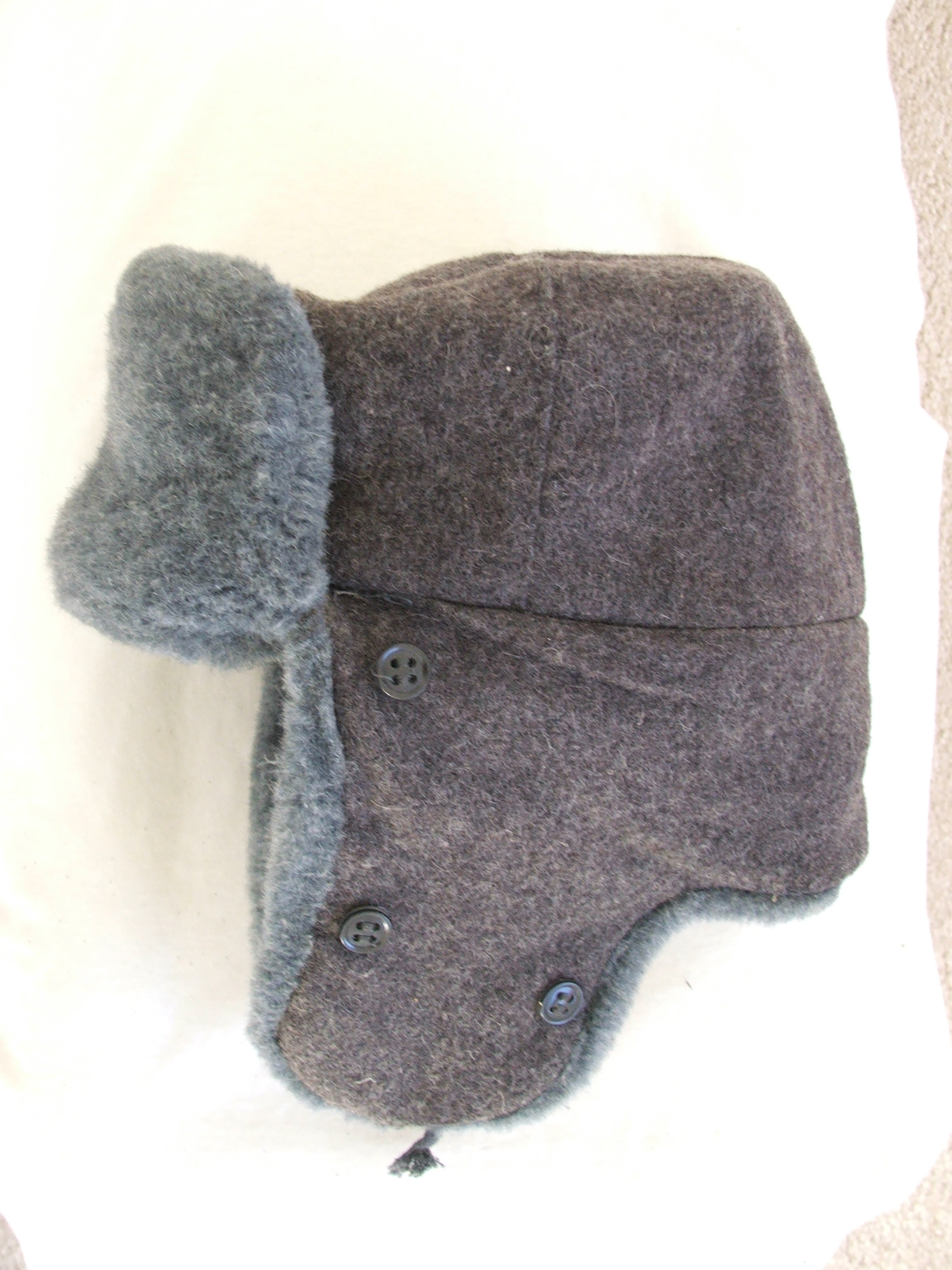

## Geschichte

### Mögliche frühe Formen
Mützenformen mit flexiblen Seitenklappen als zusätzlichem Schutz finden sich schon in spätmittelalterlichen und barocken Darstellungen auch außerhalb Russlands. Die Uschanka geht auf den Zweiten Weltkrieg zurück.

### 1918–1945

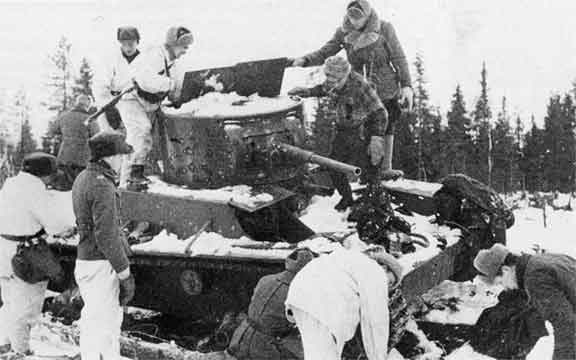
Finnische Soldaten mit der Turkislakki im Winterkrieg 1939/40. Diese Mütze war dort schon Teil der Winteruniform, bevor die ähnliche Uschanka in der Sowjetunion eingeführt wurde.

Im Jahr 1918, während des Russischen Bürgerkrieges, wurde in der Weißen Armee die sogenannte Koltschakowka eingeführt, die sich großer Beliebtheit erfreute und als Vorbild der modernen Uschanka gilt. Die Weiße Armee verlor den Krieg, und die Koltschakowka fand keine Verwendung in der Roten Armee.
Der russisch-finnische Winterkrieg von 1939/40, bei dem tausende russische Soldaten mangels geeigneter Ausrüstung und Organisation an Erfrierungen und Hunger starben, machte ein Überdenken der gesamten, erst 1936 eingeführten Uniformierung der Roten Armee notwendig. Die daraus gezogenen Konsequenzen umfassten den Ersatz der Budjonowka durch die neu entwickelte Uschanka, die ab 1940 Teil der sowjetischen Winteruniformen wurde. Offiziere trugen Uschankas aus echtem Pelz; für die Soldaten und Unteroffiziere wurden von Anfang an billigere Modelle mit Fellimitaten aus Wollplüsch und einer weiteren Stofflage gefertigt, die man als „Fischpelz“ bezeichnete. Statt eines auffälligen großen roten Sterns wie bei der Budjonowka gab es für die neue Mütze nur einen kleinen roten Stern aus Email, der auf der Stirnklappe angebracht war. Ab dem Zweiten Weltkrieg bis zum Ende der Roten Armee wurden auch billigere Varianten des Abzeichens aus khaki gestrichenem Metall ausgegeben.
Wie andere sowjetische Kälteschutzbekleidungen wurde auch die Uschanka sehr schnell bei den deutschen Soldaten als inoffizieller Ausrüstungsgegenstand an der russischen Front beliebt, da in Deutschland lange nicht an einer wirksamen Armeebekleidung für sehr tiefe Temperaturen gearbeitet worden war. Erst ab Winter 1943/44 wurden dem russischen Klima entsprechende Anzüge ausgegeben. Kriegsbedingt und aufgrund der teils komplizierten Herstellungstechniken fanden aber nur viel zu wenige dieser Bekleidungen den Weg zur Front. 1943/44 wurde auf deutscher Seite auch damit begonnen, die Uschanka zu kopieren.
Bei den finnischen Streitkräften ist eine der Uschanka ähnliche Mütze im Einsatz. Sie ist dort schon länger Teil der Uniform, als es die Uschanka der sowjetisch-russischen Armee war. In ihrer Ausführung von 1939 wird diese Kopfbedeckung bis heute als Turkislakki M39 getragen.

### Nach 1945

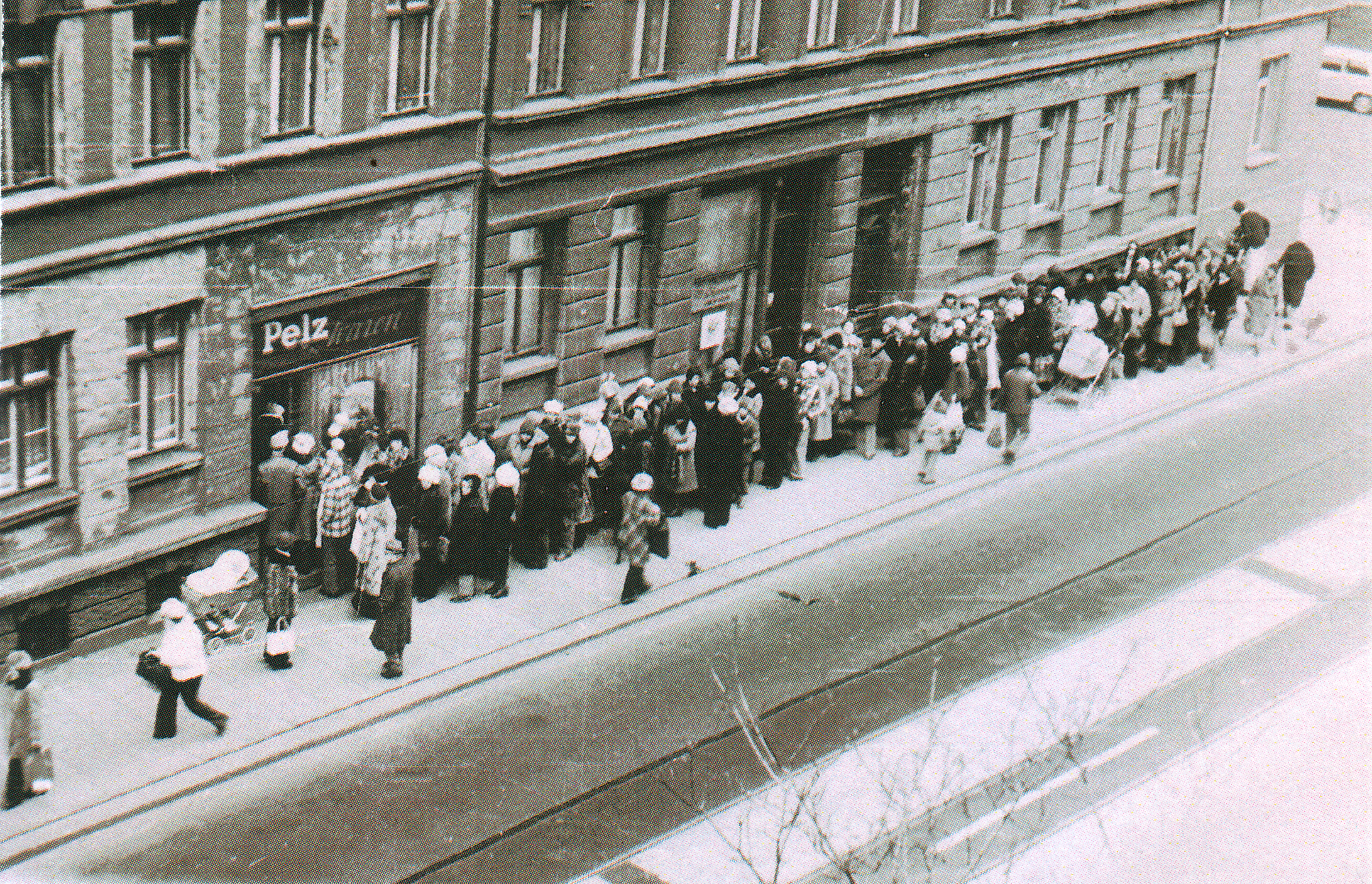
Anstehen nach Kanin-Uschankas.
Kürschnermeister Rüdiger in Leipzig hat wieder eine Zuteilung Kaninfelle bekommen und daraus Uschankas gearbeitet (ca. 1980)

Nach dem Zweiten Weltkrieg war die Uschanka in der DDR Teil der Winterbekleidung der Nationalen Volksarmee. Offiziell hieß sie „Wintermütze“, unter den Soldaten wurde sie Bärenmütze, öfter jedoch etwas despektierlich, vor allem „Bärenfotze“, auch „Bärenmöse“ genannt. Abgeleitet davon gab es Begriffe wie „Bärenvotzenschießen“,  „Bärenvotzentreten“, oder kürzer, „Bävo“, „Bävo-Duschen“ und „Bävo-Schießen“.
Trotz der positiven Erfahrungen fand die Uschanka keinen Eingang in die westdeutsche Bundeswehr oder andere westdeutsche Behörden und Organisationen. Nur im zivilen Bereich erfreute sie sich einer gewissen Beliebtheit. Ein ähnliches Bild zeigte sich auch bei anderen NATO-Staaten während des Kalten Krieges, was sicherlich auf ideologische Gründe zurückzuführen ist. Im Gegensatz dazu wurde und wird die Uschanka in verschiedenen Varianten auch in vielen Staaten des ehemaligen Warschauer Paktes und weiterer kommunistisch regierter Ländern wie China und Nordkorea getragen. Im Laufe der 1980er Jahre wurde die Uschanka auch im Westen häufiger und beliebter. Aus Unkenntnis wurde in diesem Zuge auch die fast baugleiche finnische Turkislakki meist als „Uschanka“ bezeichnet. Im Norden der USA fand die Mütze durch osteuropäische Einwanderer eine breitere Aufnahme und wird unter anderem bei einigen amerikanischen und kanadischen Polizeistellen eingesetzt. Im dänischen Heer ist die Uschanka (ohne Abzeichen) 1984 als Wintermütze M/84 eingeführt worden.
In der russischen Armee waren Nachfolgemodelle der Uschanka M40 bis 2014 Bestandteil der Winterbekleidung von Offizieren und Mannschaften. Wie der russische Verteidigungsminister Sergei Schoigu Anfang 2013 ankündigte, wird die Uschanka ab 2014 ausgemustert und ist nicht mehr Teil der russischen Winteruniform.
Die bereits erwähnte finnische Turkislakki M39 wird bis heute unverändert von den Mannschaften, Kadetten und Offizieren der finnischen Streitkräfte getragen. Daneben gehört auch eine leicht modifizierte Variante, die Turkislakki M87 zur Ausstattung. Zum 2005 eingeführten Kampfanzug wird eine angepasste und modernisierte Version der Turkislakki benutzt, die Turkislakki M05.
Wie beispielsweise der Trenchcoat, wurde die Uschanka nach 1945 nicht mehr nur als Uniformstück verwendet, sondern wurde Teil der zivilen Mode.

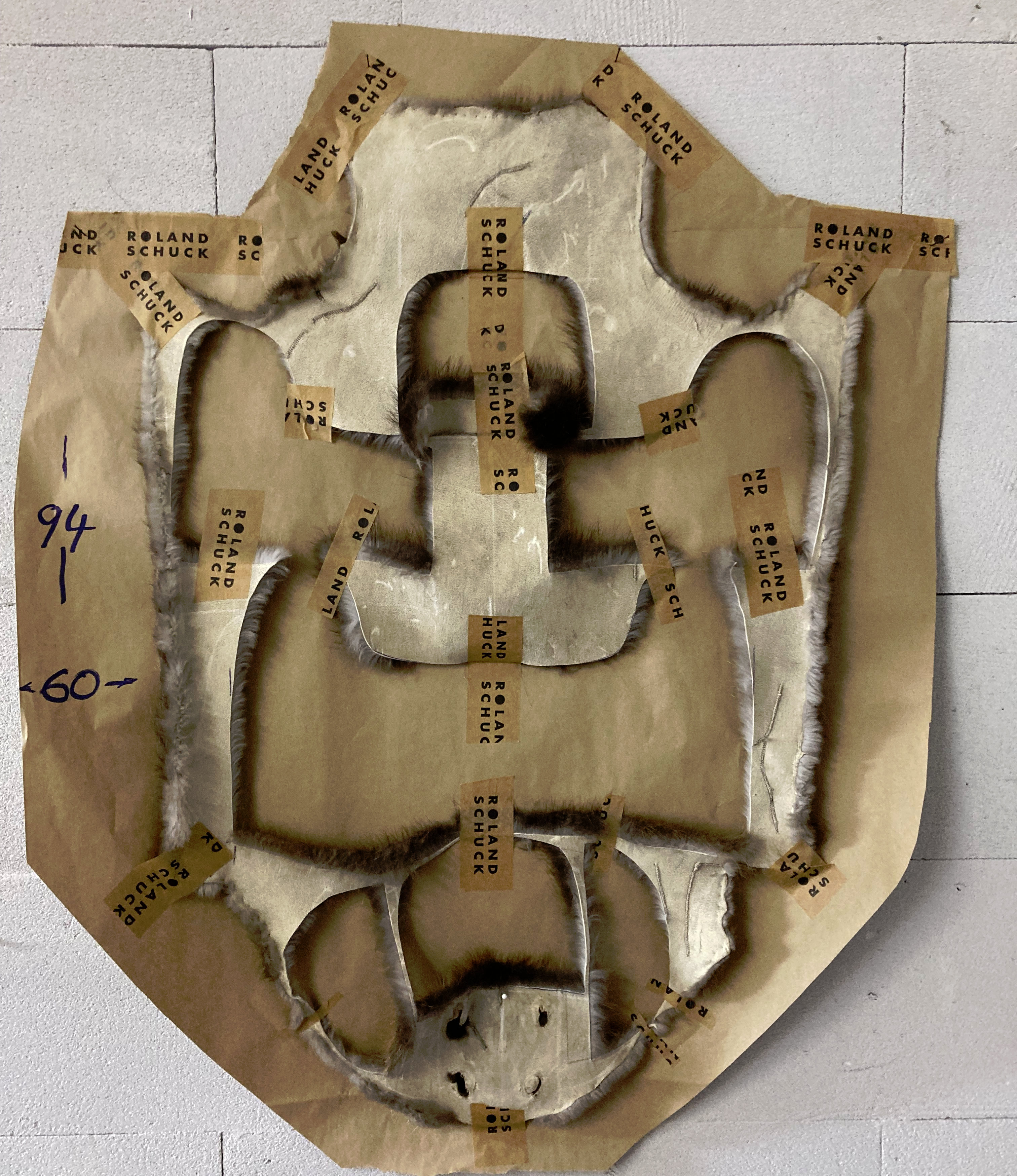
Biberfell nach Ausschnitt einer Uschanka
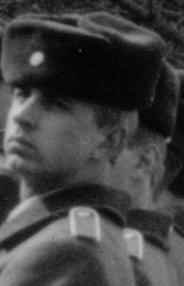
Soldaten des Wachregiments F. Engels mit Uschanka (1986)
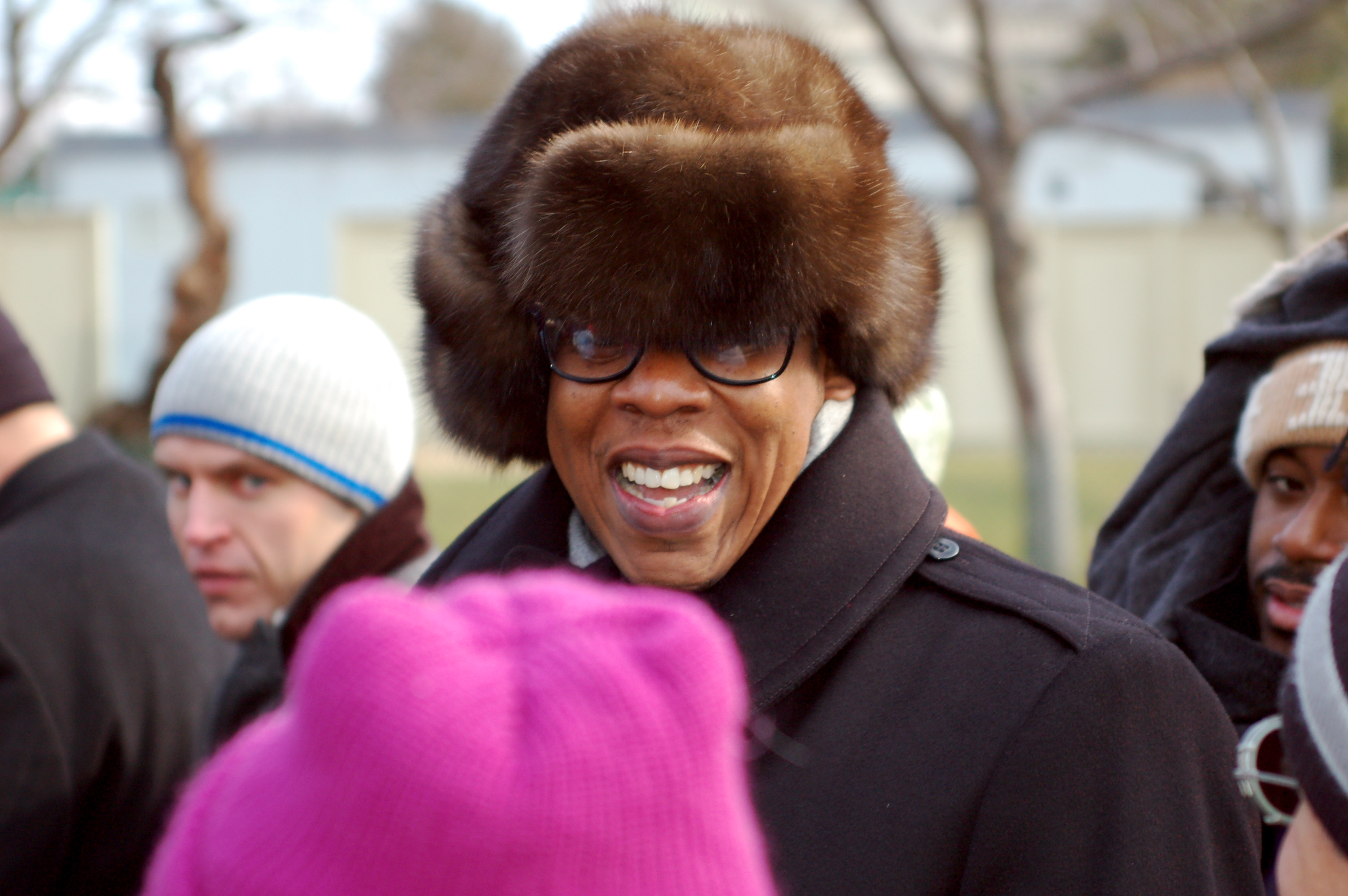
Der amerikanische Rapper Jay-Z mit Uschanka aus Zobelfell (2009)
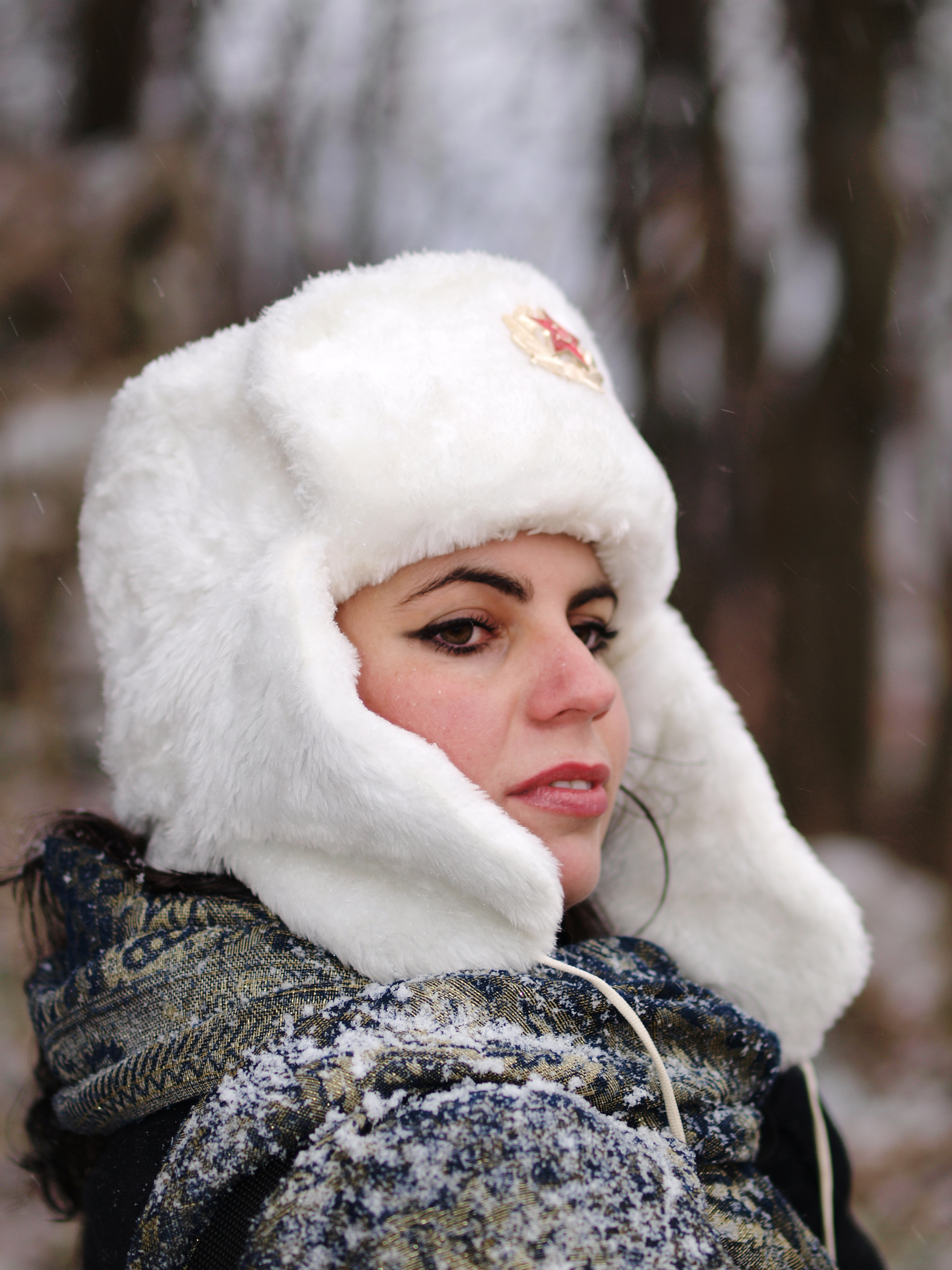
Weiße Version, getragen von einer Frau, Russland (2011)
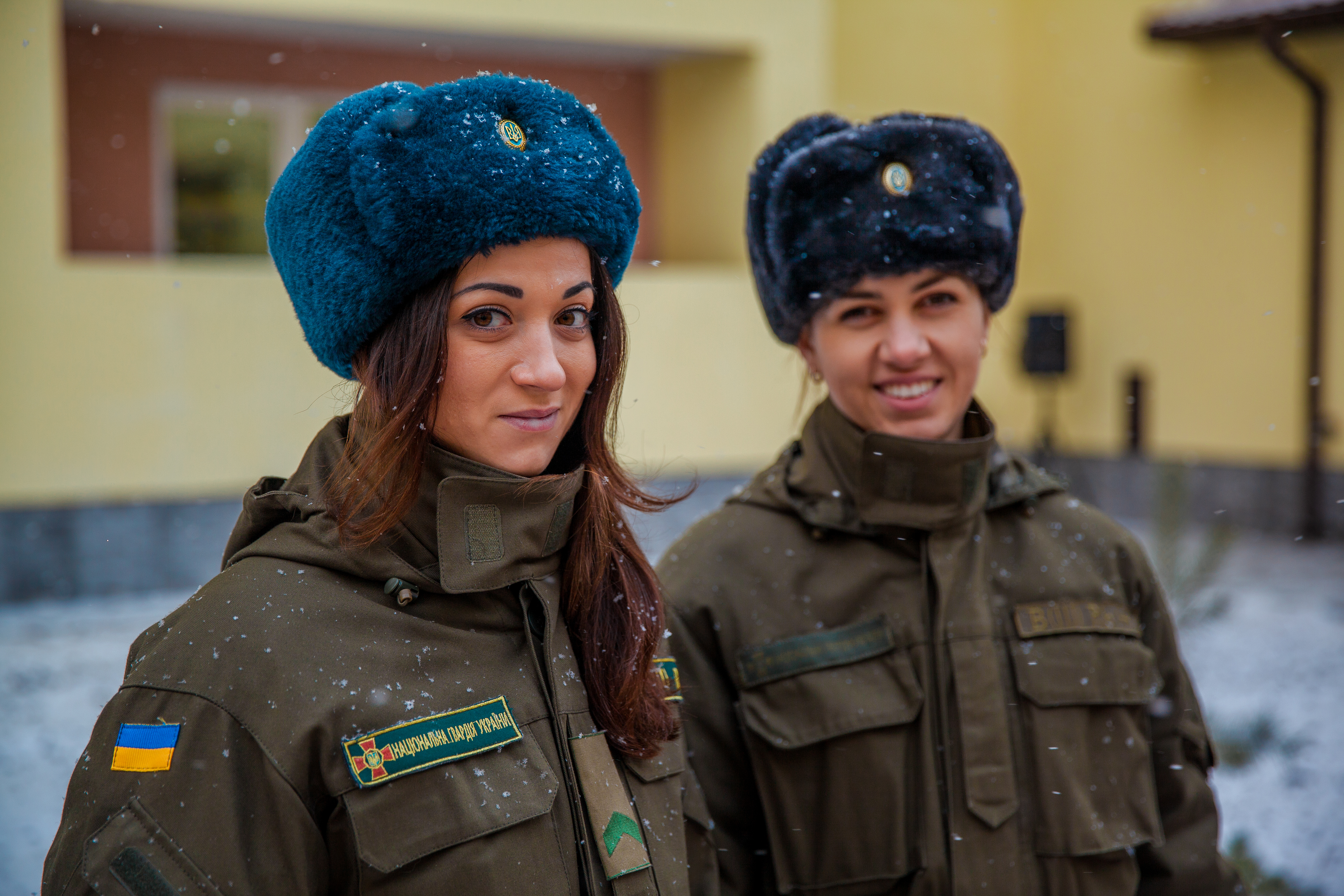
Uschanka als Kopfbedeckung bei den Ukrainischen Streitkräften (2015)
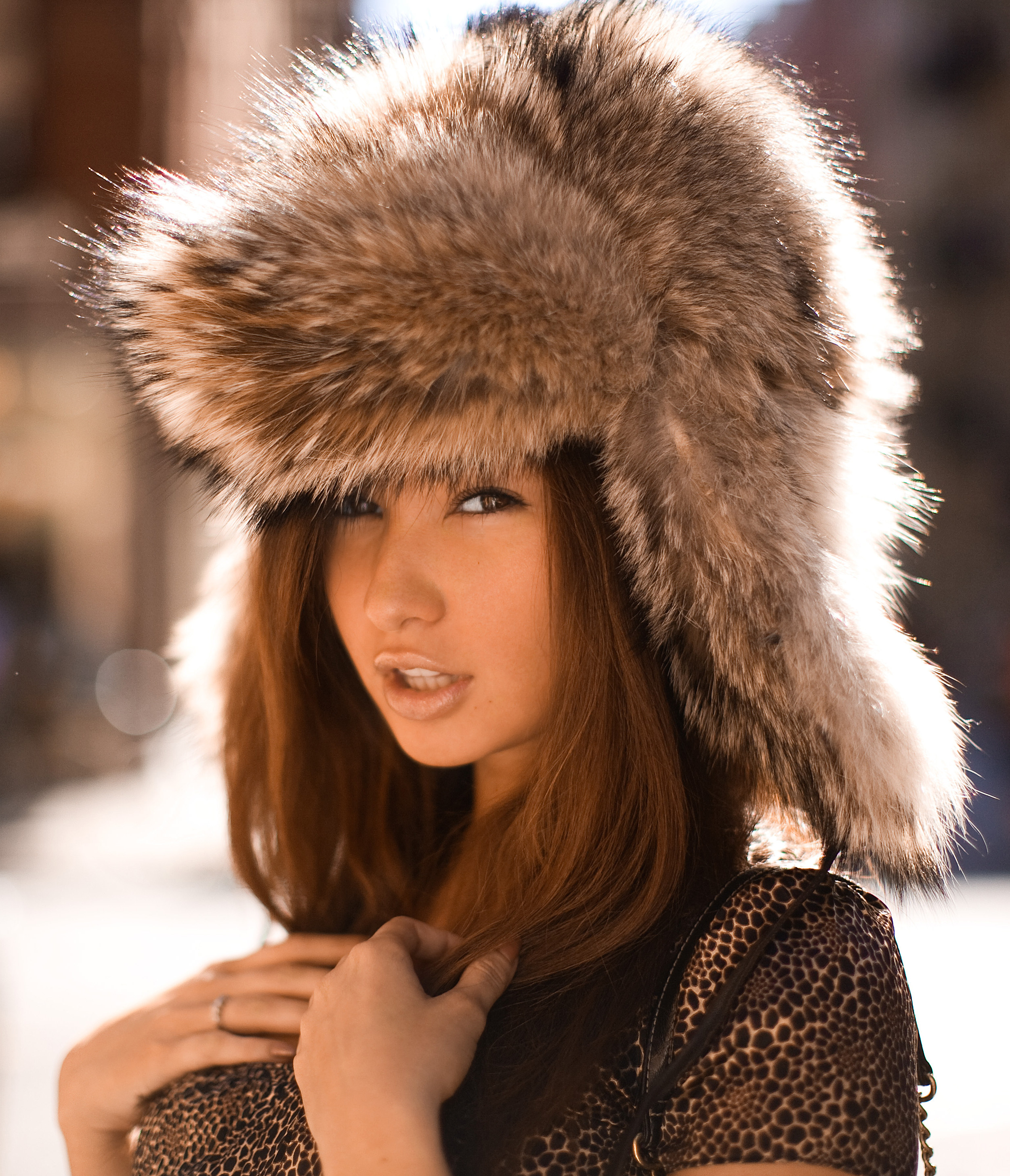
Uschanka aus Pelz als modisches Accessoire getragen (2009)